# Charaxes vansoni
Charaxes vansoni är en fjärilsart som beskrevs av Van Someren 1957. Charaxes vansoni ingår i släktet Charaxes och familjen praktfjärilar. Inga underarter finns listade i Catalogue of Life.